# T الإكليل الشمالي
الإكليل الشمالي تي (بالإنجليزية: T Coronae Borealis)‏ المعروف باسم النجم المتألق (بالإنجليزية: Blaze Star)‏ هو مستعر متكرر في كوكبة الإكليل الشمالي، له عادة قدرًا ظاهريًا حوالي 10. وقد رصد انفجاره مرتين، ووصل قدره الظاهري إلى درجتين في 12 مايو 1866 وثلاث درجات في 9 فبراير 1946.‏ وفي ورقة بحثية حديثة، فقد وصل قدره الظاهري عام 1866 إلى 2,5 ± 0,5.‏

## للقراءة
- Wallerstein، George (11 مايو 2008). "The Metallicity and Lithium Abundances of the Recurring Novae T CrB and RS Oph". Publications of the Astronomical Society of the Pacific. ج. 120 ع. 867: 492–497. Bibcode:2008PASP..120..492W. DOI:10.1086/587965. {{استشهاد بدورية محكمة}}: الوسيط author-name-list parameters تكرر أكثر من مرة (مساعدة)
- R and T Coronae Borealis: Two Stellar Opposites at Sky & Telescope

## وصلات خارجية
- http://www.daviddarling.info/encyclopedia/B/Blaze_Star.html
- AAVSO: Quick Look View of AAVSO Observations (get recent magnitude estimates for T CrB)